# 内藤千代子

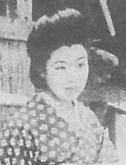
内藤千代子

内藤 千代子（ないとう ちよこ、1893年（明治26年）12月9日 - 1925年（大正14年）3月23日）は日本の小説家。雑誌『女学世界』に多くの恋愛小説を発表し、女子学生に絶大な人気を誇った。

槍ヶ岳に登頂した初めての日本人女性でもある。

## 経歴
東京府東京市下谷区下谷西町（現在の東京都台東区東上野）で、士族出身の象牙彫刻師である父広蔵と母いくの長女として生まれる。3歳の時に神奈川県高座郡鵠沼村（現・藤沢市）に移り住み、以後生涯を鵠沼で過ごす。父広蔵は漢籍の素養を持つ教養人であったことから、教育は全て父の手によって行われ、内藤は学齢期になっても学校に行かせてもらうことはできなかった。その後、生涯に渡って一切学校教育を受けていない。父親が養鶏を始め、千代子が近所の別荘に卵を売り歩いたが、事業は失敗し、13歳のとき父親が肺結核で死去。
1908年（明治41年）、雑誌『女学世界』（博文館）の懸賞「こころの日記」に応募した「田舎住まひの処女日記」が3等当選。以後も投稿を続けて注目されるようになり、同誌の読者のアイドル的存在となる。
1911年（明治44年）9月、初単行本『スヰートホーム』を刊行。この頃、河岡潮風に出会い、指導を受ける。河岡と内藤の関係については詳細がはっきりしておらず、師弟関係であったとも恋人であったとも言われているが、いずれにせよ河岡が毎週鵠沼の内藤家に通うほど親しい間柄であった。しかし翌1912年（明治45年）に河岡は持病の脊髄カリエスに脳膜炎を併発し死去。1913年に知りあった中山正子に佐伯博士との恋愛について告白している。佐伯は栄養学方面の博士号のある人で、既婚を知らずに千代は内妻となったとされる。
以後も内藤は作品の発表を続けていたが、1919年（大正8年）に『毒蛇』を刊行したのを最後に、表舞台に現れることはなくなった。
また内藤は、1915年（大正4年）に槍ヶ岳に登頂している。これは日本人女性初の踏破であった。後、この登山経験を活かして『冷炎』が書かれた。
1923年に双子の姉妹を出産。それ以前に長男も儲けていた。
1925年（大正14年）3月23日、結核のため死去。享年31。墓所は鵠沼の万福寺。
2010年、千代子の著作の散逸を防ぐため、藤沢市の郷土研究グループ「鵠沼を語る会」が30年ほど前から収集してきた初期の代表作など計12冊を藤沢市総合市民図書館に寄贈した。

## 作品
「樋口一葉の再来」とも評され、作品はおしなべて大ベストセラーになったという。読者の中心は若い女性たちであった。しかし後年は忘却され、文学史からも排除されていた。男女交際の描写や一高などの男子学生文化を導入したことは、当時としては先鋭的なものであった。

### 短編集
- スヰートホーム（博文館 1911 明44）
- ホネームーン（博文館 1911 明44）
- エンゲーヂ（博文館 1912 大正元）

### 自叙伝
- 生ひ立ちの記（牧民社 1914 大正3、如山堂 1916 大正5）
- 惜春賦（誠文社 1915 大正4）

### 長編小説
- 冷炎（京橋堂 1916 大正5）
- 春雨（京橋堂出版部 1918 大正7）
- 毒蛇（三徳社 1919 大正8）